# Dorfkirche Groß Breese

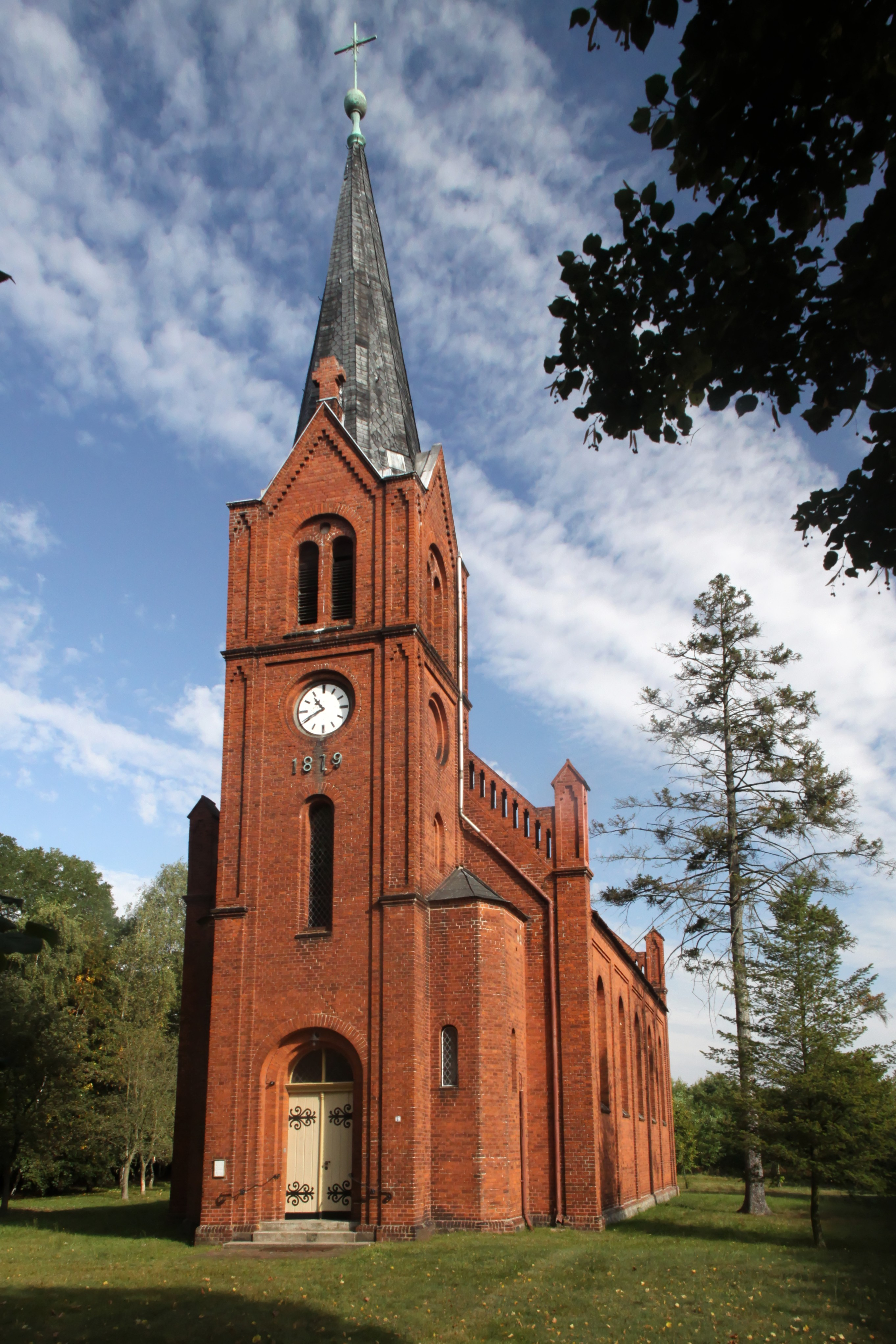
Dorfkirche Groß Breese

Die evangelische, denkmalgeschützte Dorfkirche Groß Breese steht in Groß Breese, einem Ortsteil der Gemeinde Breese im Landkreis Prignitz in Brandenburg. Die Kirche gehört zum Pfarrsprengel Wittenberge-Land im Kirchenkreis Prignitz der Evangelischen Kirche Berlin-Brandenburg-schlesische Oberlausitz.

## Beschreibung
Die am 30. November 1879 eingeweihte neuromanische Saalkirche aus Backsteinen besteht aus einem Langhaus aus fünf Fensterachsen, das mit einem Satteldach bedeckt ist, einer fünfseitigen Apsis im Norden und einem Kirchturm im Süden, der mit einem achtseitigen, schiefergedeckten Knickhelm abschließt. In seinem obersten Geschoss befindet sich hinter den als Biforien gestalteten Klangarkaden der Glockenstuhl, in dem zwei Kirchenglocken hängen. Das Geschoss darunter beherbergt die Turmuhr.
Die zehn Kreuzwegstationen im Innenraum stammen von den Brüstungen der Emporen der 1840 abgebrannten Vorgängerkirche. Die Kirchenausstattung, der Altar, die Kanzel und das Taufbecken, wurden 1969 erneuert. Außerdem wurde eine Winterkirche unter der Empore eingerichtet. Die Orgel mit elf Registern auf zwei Manualen und Pedal wurde 1880 von Carl Joseph Chwatal & Sohn gebaut und zuletzt 1990 restauriert.